# Nora Leticia Rocha
Nora Leticia Rocha (Nora Leticia Rocha de la Cruz; * 18. Dezember 1967 in Monclova) ist eine ehemalige mexikanische Mittel- und Langstreckenläuferin.
Bei den Weltmeisterschaften 1995 in Göteborg schied sie über 10.000 Meter im Vorlauf aus. 1996 wurde sie Dritte beim Cancún-Marathon.
1997 kam sie bei den Crosslauf-Weltmeisterschaften in Turin auf den 43. Platz und wurde bei den Weltmeisterschaften in Athen Elfte über 10.000 Meter. Im Jahr darauf belegte sie bei den Crosslauf-Weltmeisterschaften 1998 in Marrakesch den 14. Platz auf der Langstrecke. Bei den Iberoamerikanischen Meisterschaften gewann sie Silber über 5000 Meter, bei den Zentralamerika- und Karibikspielen siegte sie über 5000 Meter und holte Silber über 1500 Meter, und beim Weltcup in Johannesburg wurde sie Vierte über 5000 Meter.
1999 belegte sie bei den Crosslauf-Weltmeisterschaften in Belfast auf der Langstrecke Rang 36. Bei den Panamerikanischen Spielen in Winnipeg siegte sie über 10.000 Meter und wurde Vierte über 5000 Meter, und bei den Weltmeisterschaften in Sevilla scheiterte sie über 5000 Meter in der Vorrunde.
Bei den Olympischen Spielen 2000 in Sydney schied sie über 5000 und 10.000 Meter in der ersten Runde aus.
2002 siegte sie beim Maratón de la Comarca Lagunera und bei den Iberoamerikanischen Meisterschaften über 3000 Meter, wurde beim Weltcup in Madrid Achte über 5000 Meter und holte über dieselbe Distanz Bronze bei den Zentralamerika- und Karibikspielen. 2003 wurde sie Dritte beim Monterrey-Halbmarathon und errang bei den Panamerikanischen Spielen in Santo Domingo Silber über 5000 Meter.
2007 gewann sie bei den Panamerikanischen Spielen in Rio de Janeiro Bronze über 5000 Meter und wurde Vierte über 10.000 Meter. Bei den Weltmeisterschaften in Ōsaka kam sie über 5000 Meter nicht über die Vorrunde hinaus.
Ihr letzter internationaler Erfolg war der Sieg über 5000 Meter bei den Zentralamerika- und Karibikmeisterschaften 2008 in Cali.
Sie ist mit dem Langstreckenläufer David Galván verheiratet.

## Persönliche Bestzeiten
- 1500 m: 4:11,26 min, 23. Mai 1998, Richmond
- 3000 m: 9:03,23 min, 30. Juni 1999, Oslo
- 5000 m: 15:06,54 min,	1. September 1998, Berlin
- 10.000 m: 31:56,61 min, 29. April 2007, Palo Alto
- Halbmarathon: 1:13:21 h, 6. April 2003, Monterrey
- Marathon: 2:32:46 h, 3. März 2002, Torreón